# 22855 Доннаджонз
22855 Доннаджонз (22855 Donnajones) — астероїд головного поясу, відкритий 9 вересня 1999 року.
Тіссеранів параметр щодо Юпітера — 3,420.